# Podnovlje
Podnovlje är ett samhälle i Bosnien och Hercegovina.   Det ligger i entiteten Republika Srpska, i den norra delen av landet, 120 km norr om huvudstaden Sarajevo. Podnovlje ligger 126 meter över havet och antalet invånare är 1 250.
Terrängen runt Podnovlje är platt åt nordväst, men åt sydost är den kuperad. Podnovlje ligger nere i en dal. Närmaste större samhälle är Derventa, 16,7 km väster om Podnovlje. 
I omgivningarna runt Podnovlje växer i huvudsak lövfällande lövskog. Runt Podnovlje är det ganska tätbefolkat, med 67 invånare per kvadratkilometer.